# Approbation
Approbation är ett högtidligare och specialiserat uttryck för godkännande av en auktoritativ instans av en åtgärd.

## Approbation av präster i romersk-katolska kyrkan
Enligt den romersk-katolska kyrkans kanoniska rätt är approbation den handling genom vilken en biskop eller annan högre instans ger tillåtelse för en präst att utöva sitt ämbete.
Approbationsinstitutet, av särskild betydelse för att hantera botens sakrament, beskrevs i ett dekret från det tridentinska kyrkomötet. Utom vid mottagarens omedelbara dödsfall, var en icke approberad prästs bot ogiltig. 

## Påvlig approbation
Med påvlig approbation menas handlingar genom vilka påven ger godkännande, till exempel av biskopsutnämningar eller fastställande av författningar. 
Ett specialfall var godkännandet av valen av tysk-romersk kejsare under medeltiden. Det påvliga anspråket på approbation vilade på translationsteorin, enligt vilken det romerska kejsrdömet genom påven hade överförts från Bysantion till det tysk-romerska kejsardömet. Därigenom var detta och påvedömet nära förenade med varandra. Den tysk-romerska kejsaren ansågs fram till senmedeltiden vara den enda tänkbara kandidaten till rollen som västromersk kejsare, vars kröning endast påven kunde utföra.
Särskilt påvarna under 1200- och 1300-talen, från och med Innocentius III, pockade på att den nyvalda kejsaren skulle godkännas av det påvliga ämbetet. Först därefter ansågs kejsaren vara legitimerad. 
Eftersom detta betydde att påven fick inflytande över tillsättandet av en tysk monark, bestreds detta påvliga approbationskrav av flera tysk-romerska kejsare. Särskild skärpa fick denna strid under Ludvig IV Bayrarens tid. I den gyllene bullan 1356 blev slutligen fastställt att de tyska kurfurstarnas val av kejsare i sig gav full legitimitet.
Det påvliga approbationsanspråket förlorade därefter i betydelse, tills under 1500-talet inte heller en påvlig kröning ansågs nödvändig. 